# Canoë-kayak aux Jeux olympiques d'été de 2024 - K4 500 mètres hommes
Cet article traite de l'épreuve masculine. Pour la compétition féminine, voir Canoë-kayak aux Jeux olympiques d'été de 2024 - K4 500 mètres femmes.
Navigation
Tokyo 2020 Los Angeles 2028
L'épreuve masculine du K4 500 mètres des Jeux olympiques d'été de 2024  se déroule les 6 et 8 août 2024 au stade nautique de Vaires-sur-Marne, à environ 30 km à l'Est de Paris.

## Médaillés
| Or                                                                    | Argent                                                                                   | Bronze                                                                          |
| Allemagne- Max Rendschmidt - Ronald Rauhe - Tom Liebscher - Max Lemke | Australie- Riley Fitzsimmons - Pierre van der Westhuyzen - Jackson Collins - Noah Havard | Espagne- Saúl Craviotto - Carlos Arévalo - Rodrigo Germade - Marcus Cooper Walz |

## Programme
| Date         | Horaire  | Manche        |
| ------------ | -------- | ------------- |
| Mardi 6 août | 09 h 30  | Éliminatoires |
| Jeudi 8 août | 10 h 30  | Demi-finales  |
| Jeudi 8 août | à suivre | Finales       |

## Résultats détaillés

### Séries
Les 2 premiers sont qualifiés pour les demi-finales (QD), les autres vont en quart de finale (QF).
| Rang | Céistes                                                                   | Pays     | Temps         | Notes |
| ---- | ------------------------------------------------------------------------- | -------- | ------------- | ----- |
| 1    | Andjelo Dzombeta Marko Novakovic Marko Dragosavlejevic Vladimir Torubarov | Serbie   | 1 min 20 s 99 | QD    |
| 2    | Bence Nádas Kolos Attila Csizmadia Istvan Kuli Sandor Totka               | Hongrie  | 1 min 21 s 18 | QD    |
| 3    | Simonas Maldonis Mindaugas Maldonis Ignas Navakauskas Arturas Seja        | Lituanie | 1 min 21 s 51 | QF    |
| 4    | Oleh Kukharyk Dmytro Danylenko Ihor Trunov Ivan Semykin                   | Ukraine  | 1 min 21 s 55 | QF    |
| 5    | Nicholas Matveev Pierre-Luc Poulin Laurent Lavigne Simon McTavish         | Canada   | 1 min 22 s 84 | QF    |
| 6    | Victor Gairy Aasmul Lasse Bro Madsen Morten Graversen Magnus Sibbersen    | Danemark | 1 min 22 s 98 | QF    |

| Rang | Céistes                                                                 | Pays             | Temps         | Notes  |
| ---- | ----------------------------------------------------------------------- | ---------------- | ------------- | ------ |
| 1    | Max Rendschmidt Max Lemke Jacob Schopf Tom Liebscher-Lucz               | Allemagne        | 1 min 20 s 51 | QD, OR |
| 2    | Saul Craviotto Carlos Arévalo Marcus Cooper Rodrigo Germade             | Espagne          | 1 min 20 s 60 | QD     |
| 3    | Riley Fitzsimmons Pierre van der Westhuyzen Jackson Collins Noah Havard | Australie        | 1 min 22 s 28 | QF     |
| 4    | Max Brown Grant Clancy Kurtis Imrie Hamish Legarth                      | Nouvelle-Zélande | 1 min 23 s 26 | QF     |
| 5    | Bu Tingkai Wang Congkang Zhang Dong Dong Yi                             | Chine            | 1 min 25 s 00 | QF     |

### Quart de finale
Les 6 premiers se qualifient pour les demi-finales (QD), les autres sont éliminés.
| Rang | Céistes                                                                 | Pays             | Temps         | Notes  |
| ---- | ----------------------------------------------------------------------- | ---------------- | ------------- | ------ |
| 1    | Riley Fitzsimmons Pierre van der Westhuyzen Jackson Collins Noah Havard | Australie        | 1 min 19 s 39 | QD, OR |
| 2    | Max Brown Grant Clancy Kurtis Imrie Hamish Legarth                      | Nouvelle-Zélande | 1 min 20 s 56 | QD     |
| 3    | Victor Gairy Aasmul Lasse Bro Madsen Morten Graversen Magnus Sibbersen  | Danemark         | 1 min 20 s 56 | QD     |
| 4    | Nicholas Matveev Pierre-Luc Poulin Laurent Lavigne Simon McTavish       | Canada           | 1 min 20 s 65 | QD     |
| 5    | Oleh Kukharyk Dmytro Danylenko Ihor Trunov Ivan Semykin                 | Ukraine          | 1 min 20 s 94 | QD     |
| 6    | Simonas Maldonis Mindaugas Maldonis Ignas Navakauskas Arturas Seja      | Lituanie         | 1 min 21 s 09 | QD     |
| 7    | Bu Tingkai Wang Congkang Zhang Dong Dong Yi                             | Chine            | 1 min 21 s 31 |        |

### Demi-finales
Les 5 premiers sont qualifiés pour la finale (Q).
| Rang | Céistes                                                                   | Pays      | Temps             | Notes |
| ---- | ------------------------------------------------------------------------- | --------- | ----------------- | ----- |
| 1    | Riley Fitzsimmons Pierre van der Westhuyzen Jackson Collins Noah Havard   | Australie | 1 min 19 s 22, OR | QD    |
| 2    | Andjelo Dzombeta Marko Novakovic Marko Dragosavlejevic Vladimir Torubarov | Serbie    | 1 min 19 s 91     | QD    |
| 3    | Saul Craviotto Carlos Arévalo Marcus Cooper Rodrigo Germade               | Espagne   | 1 min 19 s 98     | QF    |
| 4    | Oleh Kukharyk Dmytro Danylenko Ihor Trunov Ivan Semykin                   | Ukraine   | 1 min 20 s 67     | QF    |
| 5    | Nicholas Matveev Pierre-Luc Poulin Laurent Lavigne Simon McTavish         | Canada    | 1 min 20 s 67     | QF    |

| Rang | Céistes                                                                | Pays             | Temps         | Notes |
| ---- | ---------------------------------------------------------------------- | ---------------- | ------------- | ----- |
| 1    | Max Rendschmidt Max Lemke Jacob Schopf Tom Liebscher-Lucz              | Allemagne        | 1 min 20 s 57 | QD    |
| 2    | Bence Nádas Kolos Attila Csizmadia Istvan Kuli Sandor Totka            | Hongrie          | 1 min 21 s 07 | QD    |
| 3    | Simonas Maldonis Mindaugas Maldonis Ignas Navakauskas Arturas Seja     | Lituanie         | 1 min 21 s 27 | QF    |
| 4    | Max Brown Grant Clancy Kurtis Imrie Hamish Legarth                     | Nouvelle-Zélande | 1 min 21 s 73 | QF    |
| 5    | Victor Gairy Aasmul Lasse Bro Madsen Morten Graversen Magnus Sibbersen | Danemark         | 1 min 21 s 88 | QF    |

### Finale
| Rang                                | Céistes                                                                   | Pays             | Temps         |
| ----------------------------------- | ------------------------------------------------------------------------- | ---------------- | ------------- |
| Médaille d'or, Jeux olympiques      | Max Rendschmidt Max Lemke Jacob Schopf Tom Liebscher-Lucz                 | Allemagne        | 1 min 19 s 80 |
| Médaille d'argent, Jeux olympiques  | Riley Fitzsimmons Pierre van der Westhuyzen Jackson Collins Noah Havard   | Australie        | 1 min 19 s 84 |
| Médaille de bronze, Jeux olympiques | Saul Craviotto Carlos Arévalo Marcus Cooper Rodrigo Germade               | Espagne          | 1 min 20 s 05 |
| 4                                   | Oleh Kukharyk Dmytro Danylenko Ihor Trunov Ivan Semykin                   | Ukraine          | 1 min 21 s 01 |
| 5                                   | Simonas Maldonis Mindaugas Maldonis Ignas Navakauskas Arturas Seja        | Lituanie         | 1 min 21 s 13 |
| 6                                   | Andjelo Dzombeta Marko Novakovic Marko Dragosavlejevic Vladimir Torubarov | Serbie           | 1 min 21 s 52 |
| 7                                   | Bence Nádas Kolos Attila Csizmadia Istvan Kuli Sandor Totka               | Hongrie          | 1 min 21 s 99 |
| 8                                   | Max Brown Grant Clancy Kurtis Imrie Hamish Legarth                        | Nouvelle-Zélande | 1 min 22 s 19 |